# Daniëlle van de Donk
Daniëlle van de Donk (født 5. august 1991) er en hollandsk fodboldspiller, der spiller som midtbanespiller for den franske klub Olympique Lyon og for Hollands landshold.

## Hæder

### Klub
VVV-Venlo
- KNVB Women's Cup: Toer – 2012[2]

PSV/FC Eindhoven
- KNVB Women's Cup: Toer – 2014[2]

Arsenal
- FA Women's Cup: 2015–16[3]
- FA WSL Cup: 2017–18[4]
- FA WSL: 2018–19

### International
Holland
- EM i fodbold: 2017
- VM i fodbold: toer 2019